# Ana Federica de Promnitz-Pless
Ana Federica de Promnitz-Pless (en alemán, Anna Friederike von Promnitz-Pless; Sorau, 30 de mayo de 1711-Köthen, 31 de marzo de 1750) fue la tercera esposa y consorte del príncipe Augusto Luis de Anhalt-Köthen.

## Biografía
La condesa Ana Federica de Promnitz-Pless nació en Sorau el 30 de mayo de 1711 de la unión del conde Erdmann II de Promnitz y de Ana María de Sajonia-Weissenfels. Su madre era una hija del duque Juan Adolfo I de Sajonia-Weissenfels y de Juana Magdalena de Sajonia-Altemburgo.
El 21 de noviembre de 1732 contrajo matrimonio con el príncipe Augusto Luis de Anhalt-Köthen en Sorau, convirtiéndose en la princesa consorte de Anhalt-Köthen. Su marido previamente había estado casado con su hermana mayor, Emilia de Promnitz-Pless, que había muerto a principios de ese mismo año. Tuvieron dos hijas:
- Carlota Sofía (25 de agosto de 1733-6 de septiembre de 1770).
- María Magdalena Benedicta (22 de marzo de 1735-7 de noviembre de 1783).

Ana Federica murió el 31 de marzo de 1750 en Köthen.